# Liste der Landschaftsschutzgebiete im Landkreis Aurich
Die Liste der Landschaftsschutzgebiete im Landkreis Aurich enthält die Landschaftsschutzgebiete des Landkreises Aurich in Niedersachsen.
| Bild                                                                      | Nummer        | Bezeichnung des Gebietes                          | Fläche in Hektar | WDPA-ID   | Koordinaten | Datum der Verordnung |
| ------------------------------------------------------------------------- | ------------- | ------------------------------------------------- | ---------------- | --------- | ----------- | -------------------- |
| Blick über das Landschaftsschutzgebiet                                    | LSG AUR 00001 | Großes Meer und Umgebung                          | 2177,10          | 321201    | Position    | 1972                 |
|                                                                           | LSG AUR 00002 | Niederungsbereich Bollandswater                   | 19,40            | 378643    | Position    | 2007                 |
| Torfpütte im Landschaftsschutzgebiet                                      | LSG AUR 00003 | Victorburer und Georgsfelder Moor                 | 445,30           | 325408    | Position    | 1993                 |
|                                                                           | LSG AUR 00004 | Donkens Gehölz                                    | 12,90            | 320398    | Position    | 1966                 |
| Das Denkmal auf dem Hügel                                                 | LSG AUR 00005 | Upstalsboom und Umgebung                          | 6,00             | 325367    | Position    | 1965                 |
|                                                                           | LSG AUR 00006 | Wilhelminenholz                                   | 3,00             | 325890    | Position    | 1964                 |
| Rippenfarne an Grabenböschung im Egelser Wald, 1982                       | LSG AUR 00007 | Egelser Wald und Umgebung                         | 881,00           | 320498    | Position    | 1965                 |
| Schloss Sandhorst liegt inmitten des Landschaftsschutzgebietes            | LSG AUR 00008 | Am Forstamt Sandhorst                             | 8,80             | 319586    | Position    | 1969                 |
|                                                                           | LSG AUR 00009 | Popenser Gehölz und Umgebung                      | 15,80            | 323698    | Position    | 1972                 |
|                                                                           | LSG AUR 00010 | Restmoorfläche am Donkens Gehölz                  | 2,80             | 323823    | Position    | 1972                 |
| See im Berumerfehner - Meerhusener Moor                                   | LSG AUR 00011 | Berumerfehner - Meerhusener Moor                  | 1670             | 319907    | Position    | 1973                 |
|                                                                           | LSG AUR 00012 | Restmoorfläche bei Ochtelbur                      | 19,20            | 323822    | Position    | 1974                 |
| Die Museumsmühle bei Bagband ist Teil des Landschaftsschutzgebietes       | LSG AUR 00013 | Oldehave                                          | 724,00           | 323494    | Position    | 1975                 |
|                                                                           | LSG AUR 00014 | Waldstück „Dreesche“                              | 32,00            | 325623    | Position    | 1940                 |
| Rippenfarne an Grabenböschung im Egelser Wald, 1982                       | LSG AUR 00015 | Baumbestand „Gut Kempe“                           | 3,00             | 319820    | Position    | 1965                 |
| Burg Berum                                                                | LSG AUR 00016 | Areal bei der Burg Berum                          | 2,80             | 319654    | Position    | 1965                 |
| Areal bei der Burg Hinte                                                  | LSG AUR 00018 | Areal bei der Burg Hinte                          | 10,10            | 319655    | Position    | 1965                 |
| Schloßpark und die Kreihörn in Dornum                                     | LSG AUR 00019 | Schloßpark und die Kreihörn in Dornum             | 11,80            | 324208    | Position    | 1969                 |
| Blick von der Klappbrücke Leybuchtsiel auf das Speicherbecken             | LSG AUR 00020 | Neuwesteel                                        | 244,00           |           | Position    | 1972                 |
| Blick vom Boekzeteler zum Timmeler Meer                                   | LSG AUR 00021 | Boekzeteler Meer und Umgebung                     | 37,50            | 320007    | Position    | 1966                 |
|                                                                           | LSG AUR 00022 | Resthochmoorfläche Kreismoor                      | 12,00            | 323821    | Position    | 1984                 |
|                                                                           | LSG AUR 00023 | Hochmoor am Mooracker- und 1. Hochmoorweg         | 22,60            | 321643    | Position    | 1984                 |
| Blick über den Ihlower Forst                                              | LSG AUR 00024 | Ihlower Forst und Niederung des Krummen Tiefs     | 818,00           | 321870    | Position    | 1986                 |
|                                                                           | LSG AUR 00025 | Neues Moor - Herrenmoor                           | 281,00           | 323193    | Position    | 1986                 |
|                                                                           | LSG AUR 00026 | Osteregelser Moor und Umgebung                    | 363,00           | 323562    | Position    | 1990                 |
|                                                                           | LSG AUR 00027 | Am Ottermeer                                      | 116,00           | 319606    | Position    | 1991                 |
| Landschaftsschutzgebiet Ostfriesische Seemarsch zwischen Norden und Esens | LSG AUR 00029 | Ostfriesische Seemarsch zwischen Norden und Esens | 6339,20          | 555547216 | Position    | 2011                 |
| Blick von Campen auf das Landschaftsschutzgebiet                          | LSG AUR 00030 | Krummhörn                                         | 5195,87          | 555560788 | Position    | 2012                 |
| Blick auf das Landschaftsschutzgebiet                                     | LSG AUR 00031 | Westermarsch                                      | 28,92            | 555595862 | Position    | 2012                 |